# Pont Felipe-VI
Le pont Felipe-VI (en espagnol : puente Felipe VI), anciennement connu sous le nom de pont Prince des Asturies (en espagnol : puente Príncipe de Asturias), est un pont qui traverse le Tormes dans la ville de Salamanque. Construit en 2000, le pont Felipe-VI est l'un des six ponts reliant le centre-ville de Salamanque, sur la rive gauche, à la zone urbaine au début du XXIe siècle. Il relie les quartiers de San José et de Fontana et les routes voisines Paseo Rector Esperabé et Paseo de Canalejas.
Le pont a une longueur de 182 mètres, quatre travées, deux de 40 et 50 mètres respectivement, et deux chaussées de 6,5 mètres chacune, séparées par un terre-plein.